# يوهي نيشيبيه
يوهي نيشيبيه (باليابانية: 西部 洋平) (1 ديسمبر 1980 في كوبه في اليابان – )؛ هو لاعب كرة قدم ياباني سابق كان يلعب كحارس مرمى.

## وصلات خارجية
- يوهي نيشيبيه على موقع رابطة كرة القدم اليابانية للمحترفين (اليابانية)
- يوهي نيشيبيه على موقع قاعدة بيانات كرة القدم.إي يو (الإنجليزية)
- يوهي نيشيبيه على موقع Soccerway.com (الإنجليزية)
- يوهي نيشيبيه على موقع عالم كرة القدم.نت (الإنجليزية)
- يوهي نيشيبيه على موقع كووورة